# Шарль Робер Ріше
Шарль Робер Ріше (фр. Charles Robert Richet) (25 серпня 1850, Париж — 4 грудня 1935, Париж) — французький фізіолог, піонер у багатьох областях досліджень, таких як нейрохімія, травлення, терморегуляція у гомойотермних тварин і дихання. Лауреат Нобелівської премії з фізіології і медицини за 1913 рік.

## Біографія
Французький фізіолог Шарль Ріше народився 26 серпня 1850 року в Парижі, в сім'ї професора клінічної хірургії медичного факультету Паризького університету Альфреда і Ежен (Руар) Ріше. Після закінчення звичайної національної та середньої школи Шарль вирішив слідувати по кроках батька і зайнятися медициною. Він вступив в Паризький університет.
В 1877 році Шарль Ріше одержав медичний диплом і одружився з Амелією Оббрій, у них було дві дочки і два сини (один з них також став професором медицини в Паризькому університеті, по стопах Ріше пішов і його онук).
У 1878 році він захистив докторську дисертацію, де вперше довів наявність соляної кислоти в секреті шлунку ссавців, птахів і безхребетних. Крім того, він визначив, що під час травлення в шлунку утворюється одна з форм молочної кислоти. У цьому ж році він стає професором медичного факультету Паризького університету, де вивчає різні види м'язових скорочень.
У 1883 році Шарль Ріше досліджував механізми підтримки постійної температури внутрішнього середовища гомойотермних тварин.
У 1888 році він вивчав властивості крові заражених тварин. Ріше, працюючи з Ж. Ерікуром, вирішив застосувати сироваткову терапію як лікувальний засіб. Протягом 10 років вони безуспішно намагалися розробити сироваткову терапію для ліквання туберкульозу.
У цей час Шарль Ріше бере участь у різних дослідженнях, які не мали відношення до фізіології (зокрема, безуспішно намагався побудувати аероплан).
У 1901 році він отримав можливість вдосконалити свої пізнання в токсикології, беручи участь у науковій експедиції по Середземному морю з принцом Монако Альбером, досліджуючи отруйні щупальця португальського кораблика. Після повернення до Франції він веде порівняльні дослідження отрути морської анемони і відкриває явище анафілаксії — алергічну реакцію на сторонні білки.
У 1911 році Шарль Ріше підбив підсумки своїх робіт у монографії «Анафілаксія». Шарль розробив специфічні діагностичні проби для виявлення реакцій гіперчутливості.
У 1913 році Шарлю Ріше була присуджена Нобелівська премія в області фізіології і медицини «на знак визнання його робіт з анафілаксії». Під час Першої світової війни Ріше вивчав ускладнення процесів переливання крові.
У 1923 році у перекладі англійською мовою вийшла його книга «Тридцять років дослідження психіки», в якій він описав свої досліди в цій галузі.
Шарль Ріше помер у Парижі 4 грудня 1935 року.